# Обърната пирамида
Обърната пирамида е метафора, която се използва от журналистите за илюстриране на разположението на най-важната информация съдържаща се в даден текст. Това е най-предпочитаният метод за писане на новинарски статии.
Специалистите по връзки с обществеността също използват метода на „обърнатата пирамида“ за писане на прессъобщения.

## Структура
Схемата на „обърнатата пирамида“ най-просто представлява триъгълник, чиято основа сочи нагоре, а върхът – надолу.
Триъгълникът е разделен на три ивици с постепенно намаляваща ширина.
Най-широката част съдържа най-важната и интересна информация т.е. във водещия параграф, който се нарича още „лийд“. Този параграф съдържа около едно – две изречения и отговаря на въпросите Кой?, Какво?, Къде?, Кога?, Защо?. Тези въпроси на английски се съответно Who?, What?, Where?, When?, Why? и са известни като 5 W.
Средата на триъгълника продължава с пояснения на основната информация.
Най-долната и тясна част се поставя информацията от третостепенно значение.
Тази пирамида е с противоположна структура на класическия начин на писане на текст-

Прилагането на метода на „обърнатата пирамида“ в дадена статия, предоставя възможност на читателя да бъде максимално информиран, дори ако не прочете статията докрай, а само това, което го интересува без подробностите.

## История
Няма точна информация кога точно е използвана за първи път обърнатата пирамида, но е популярно смятането, че се е развила по време на гражданската война в САЩ. Особено популярна става във вестниците, тъй като е трябвало дължината на статията да може по-лесно да бъде променяна, за да се събере в определеното и място. Обърнатата пирамида дава точно тази възможност като се премахва дадена информация отзад- напред.